# 5 a day
5 a day (pol. pięć dziennie) – prozdrowotna akcja propagandowa rządów Wielkiej Brytanii i Stanów Zjednoczonych mająca na celu zwiększenie spożycia warzyw i owoców, poprzez sugerowanie spożywania ich pięciu porcji dziennie. Podobna akcja prowadzona jest również we Francji pod nazwą au moins cinque par jour i w Niemczech jako 5 am Tag. 

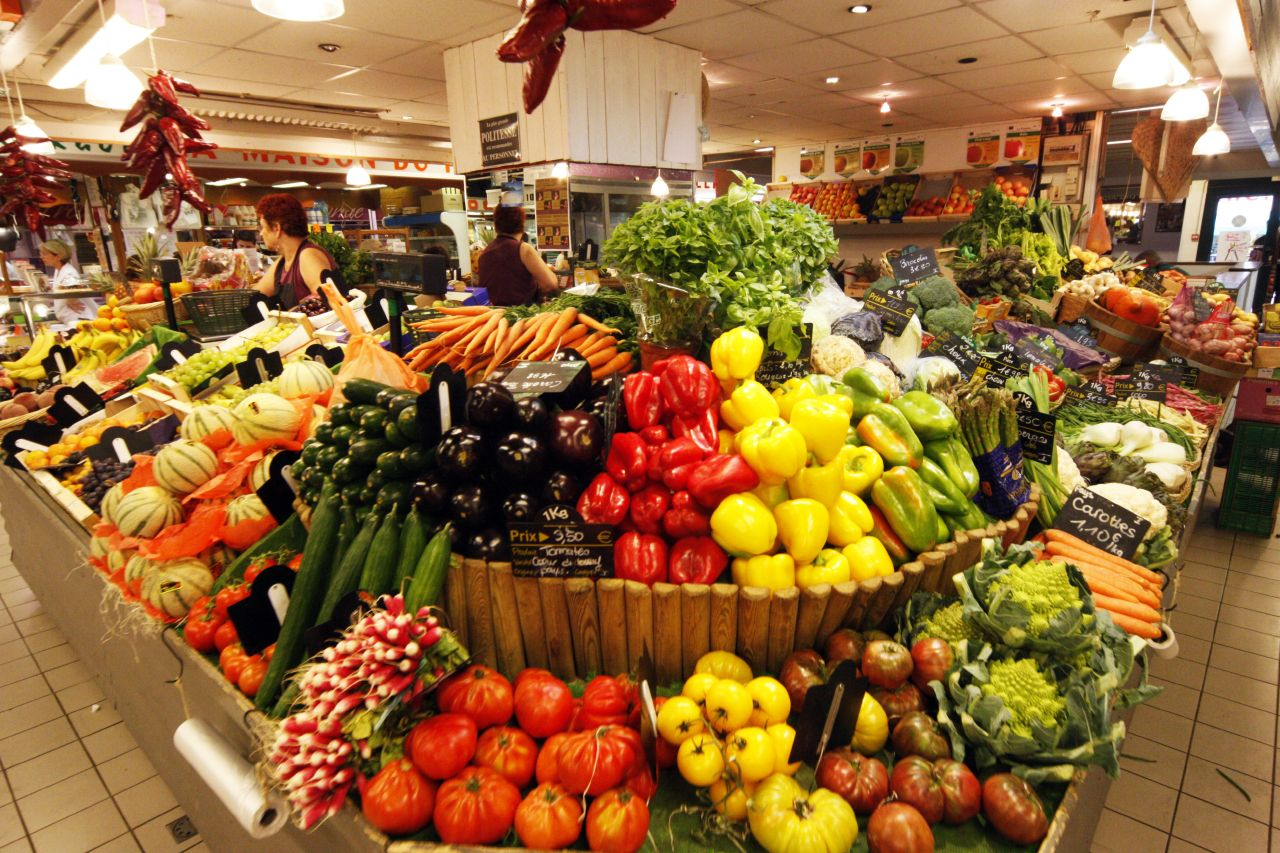
Owoce i warzywa

## Historia
Ruch 5 a day rozpoczął się po ogłoszeniu przez Światową Organizację Zdrowia rekomendacji spożywania 400 g warzyw i owoców dziennie. Wcześniej, bo w roku 1988 kampania promująca spożywanie warzyw i owoców five a day – for better health została przeprowadzona w Kalifornii, a później w całych Stanach Zjednoczonych. Brytyjski rząd rozpoczął kampanię w roku 2003. Jednym z elementów kampanii było oznaczenie produktów spożywczych odpowiednim logotypem, przy czym rząd zażądał od producentów żywności, by logotypem oznaczali wyłącznie produkty bez dodatku soli, tłuszczu i cukru. Akcja, zwłaszcza na początku, cieszyła się zainteresowaniem.

## Istota akcji
Istotą jest założenie, że aby osiągnąć korzyści dla zdrowia, należy spożywać 5 porcji warzyw i owoców dziennie, przy czym porcja powinna ważyć 80 gramów. Według wskazań WHO taka dawka obniża ryzyko zachorowania na m.in. zawał mięśnia sercowego, udar  mózgu i niektóre typy nowotworów. Wśród powodów brytyjska służba zdrowia wymienia: dostarczanie organizmowi witamin i minerałów, błonnika zapewniającego dobre trawienie, a także obniżenie prawdopodobieństwa zachorowania na niektóre typy nowotworów. Warzywa i owoce mogą być świeże, mrożone, suszone, przetworzone (np. z puszki), a także przetworzone na sok. 
Brytyjska fundacja chorób serca British Heart Foundation przestrzega, że do 5 a day nie powinno się wliczać warzyw do przyozdabiania kanapek, gdyż jest ich mniej niż 80 g, krążków cebulowych (onion rings), keczupu, ziemniaków i wszelkich ich form przetworzonych, jak frytki, zup z koncentratów, chipsów warzywnych ze względu na wysoką zawartość soli i tłuszczów, gotowych sałatek z majonezem, ogórków konserwowych, oliwek, jogurtów owocowych i deserów owocowych. Ilość soków powinna być ograniczona do 150 mililitrów dziennie z uwagi na zawartość cukru.

## Krytyka
W roku 2010 ukazał się raport, w którym zwrócono uwagę na słabą relację między jedzeniem 5 porcji warzyw i owoców dziennie a zachorowaniem na raka; inny raport sporządzony przez University College London stwierdził, że ryzyko zachorowania na nowotwór zmniejsza dopiero spożycie 7 porcji warzyw i owoców dziennie. Po kilkunastu latach kampanii w Wielkiej Brytanii ocenia się, że nie jest ona udana: niewiele sieci handlowych jest zainteresowanych oznaczaniem produktów, te zaś są oznaczane nieodpowiednio, często na produktach, które nie spełniają odpowiednich norm. 